# Michele Alberti
Michele Alberti (Borgo San Sepolcro, 1530 – ...) è stato un pittore italiano.

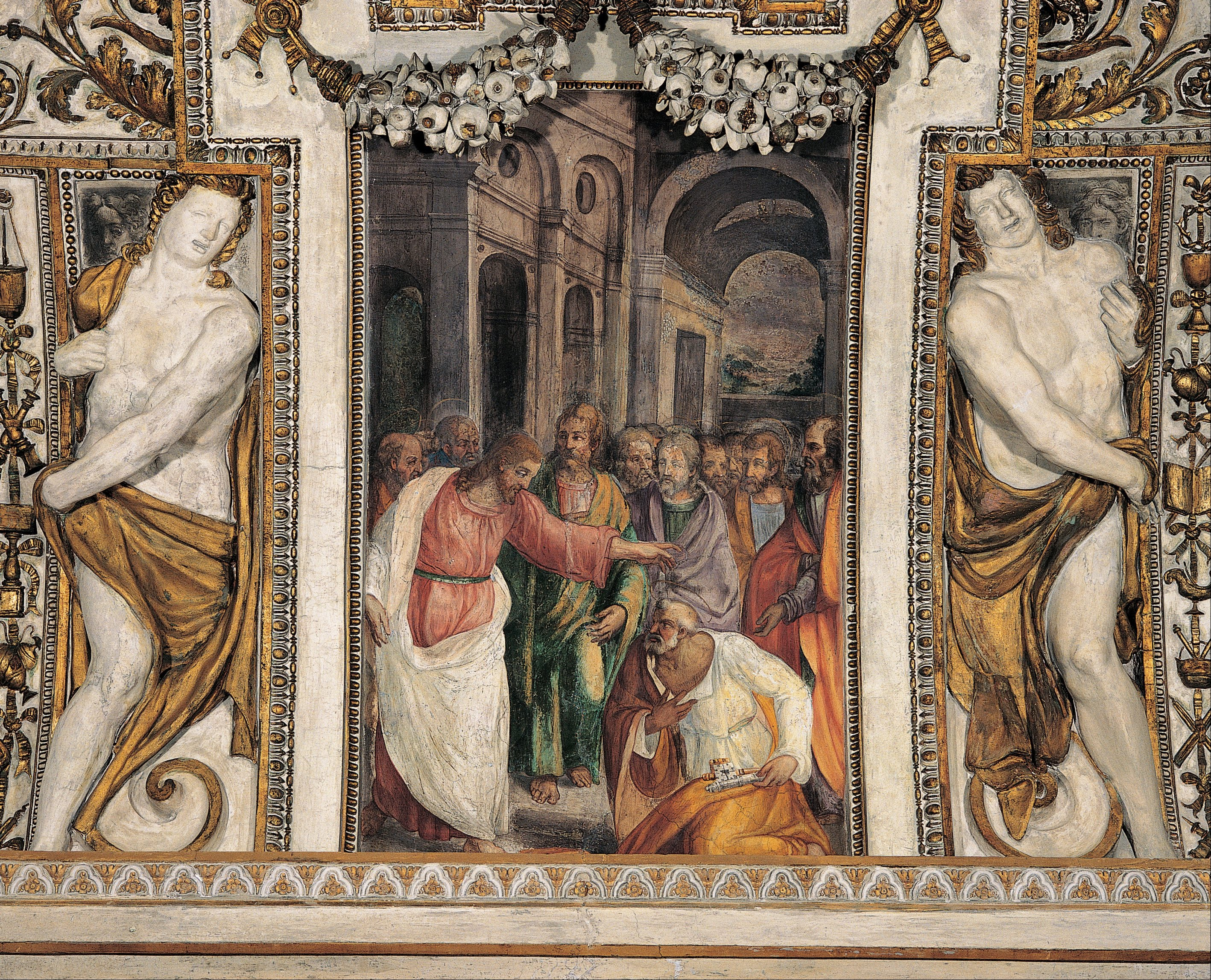
Consegna delle chiavi a San Pietro

Allievo di Daniele da Volterra, eseguì alcuni affreschi nella chiesa romana della Trinità dei Monti negli anni cinquanta del XVI secolo e all'interno del Palazzo dei Conservatori (oggi Musei capitolini), nella cosiddetta "Sala dei Trionfi". Non si conosce molto della sua vita.